# 坂東幸太郎

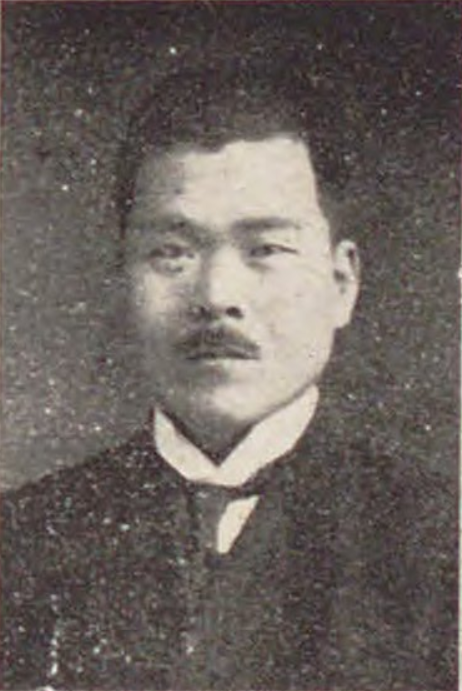
坂東幸太郎

坂東 幸太郎（ばんどう こうたろう、1881年（明治14年）4月30日 - 1974年（昭和49年）10月20日）は、日本の政治家。衆議院議員（9期）、旭川市長。旭川市名誉市民。

## 経歴
香川県大内郡相生村（のち大川郡相生村→引田町、現・東かがわ市）出身。10歳の時に両親とともに旭川村（のち旭川町→旭川区、現・旭川市）に移住した。早稲田大学邦語政治科、同大学政治経済科卒。卒業後は旭川商業会議所の設立に力を尽くし、初代書記長となった。旭川区会議員、同市会議員に当選。同副議長、議長を経て、1924年（大正13年）の第15回衆議院議員総選挙で北海道第4区から衆議院議員に初当選し、連続9期務めた。
1925年（大正14年）の治安維持法制定時に、「本案の適用は役人の判断によるものとされているが、かくては法律濫用の状態を惹起しはせぬか憂慮に堪えない」と主張して反対した。
また、1927年（昭和2年）に市町村議会に女性参政権を与える法律案を、1929年（昭和4年）に衆議院議員総選挙において女性に選挙権と被選挙権（男子と同等）を与える法律案を提出したが、いずれも成立に至らなかった。このほか困窮した母子救済にも熱心に取り組み、1937年（昭和12年）の母子保護法成立にも尽力している。
阿部内閣鉄道参与官、衆議院治安委員長、同地方制度委員長、民政党遊説副部長、自由党総務、民主党代議士会長を歴任した。1948年に政治資金に関する問題で衆議院不当財産取引調査特別委員会に証人喚問された。1949年の第24回衆議院議員総選挙で落選。また、旭川商工会議所会頭なども務めた。雑誌「旭川評論」を発刊した。
1951年の旭川市長選挙に立候補し、現職の前野与三吉を破り、当選し、市長を1期務めた。市長時代は市民の意見をよく聞いたことから「民衆市長」と言われた。市の広報「旭川市民」を発行し、また、市の近代的都市基盤を飛躍させるために近隣15市町村で旭川地方総合開発連盟を発足させた。
1955年の市長選挙では再選を目指したが、元市長の前野に敗れた。1963年、旭川名誉市民。1964年春、勲二等旭日重光章。1974年10月20日、死去。従三位、勲一等瑞宝章を追叙された。

## 家族
息子は元旭川市長の坂東徹。